# Relógio floral

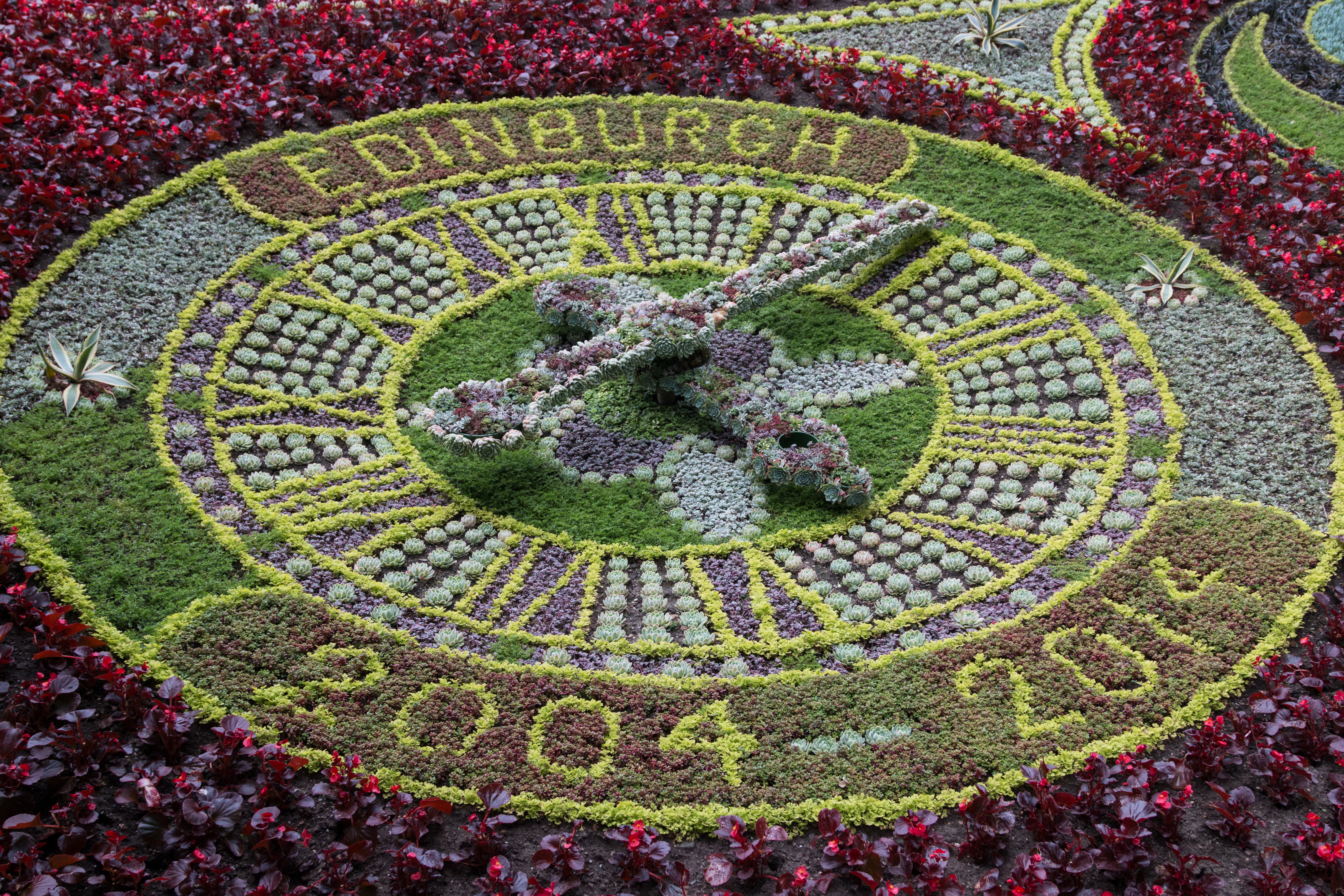
O relógio floral de Edimburgo, na Escócia.

Um relógio floral é um grande relógio decorativo com a face formada por leitos de flores, geralmente montados em parques ou em outras áreas de recreação pública.
O primeiro relógio floral foi ideia de John McHattie e do relojoeiro James Ritchie. Foi plantado pela primeira vez na primavera de 1903 nos Princes Street Gardens, Edimburgo, Escócia, Reino Unido. Naquele ano a instalação era composta apenas pelo ponteiro das horas: somente no ano seguinte foi instalado também o ponteiro dos minutos. Um cuco que saía a cada hora foi adicionado em 1905. Logo em seguida, esse relógio foi imitado pelo restante do Reino Unido e mais tarde, em várias localidades pelo mundo.
Em Edimburgo o mecanismo do relógio localiza-se dentro da base da coluna que sustenta a estátua do poeta Allan Ramsay, ali próxima. O primeiro mecanismo utilizava peças recuperadas da igreja da paróquia de Elie, em Fife, foi instalado por Ritchie. Um novo mecanismo foi instalado em 1934 e ainda é mantido pela empresa de Ritchie.
Muitos desses relógios possuem o mecanismo situado no solo, abaixo do substrato, no qual são plantadas das flores, de forma a parecer a face de um relógio com ponteiros móveis que também pode abrigar plantas.
O único relógio floral com duas faces com ponteiros movidos pelo mesmo sistema está em Zacatlán, Puebla, México. Ele possui duas faces, cada uma com cinco metros de diâmetro. Foi construído por uma empresa local: a Relojes Centenario.
Michael Jackson tinha um relógio floral em seu rancho, Neverland. Outros relógios florais podem ser vistos no International Peace Garden, na fronteira entre a Dakota do Norte (Estados Unidos) e Manitoba (Canadá) e em Frankfort, Kentucky, também nos Estados Unidos

## Galeria

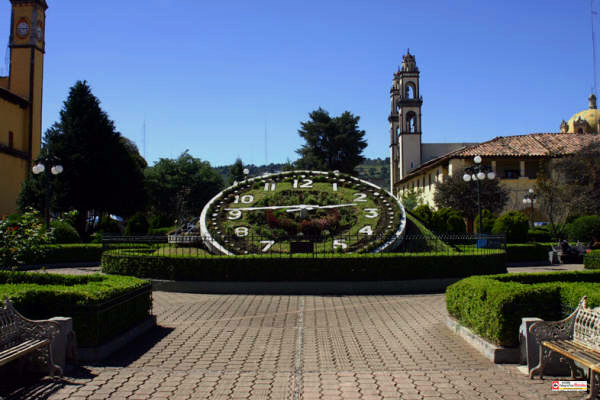
O relógio floral de duas faces em Zacatlán, Puebla, México
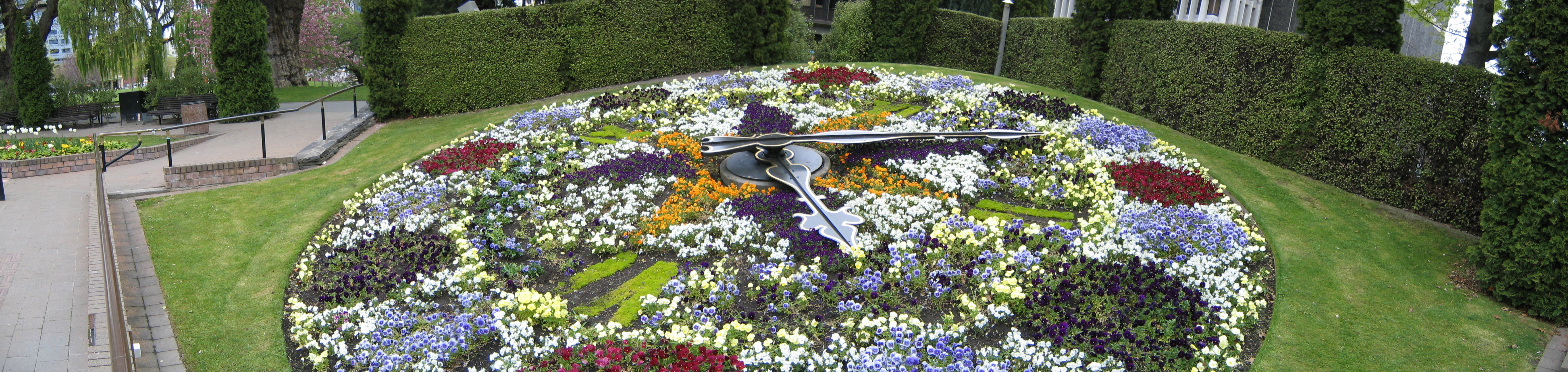
Christchurch, Nova Zelândia.
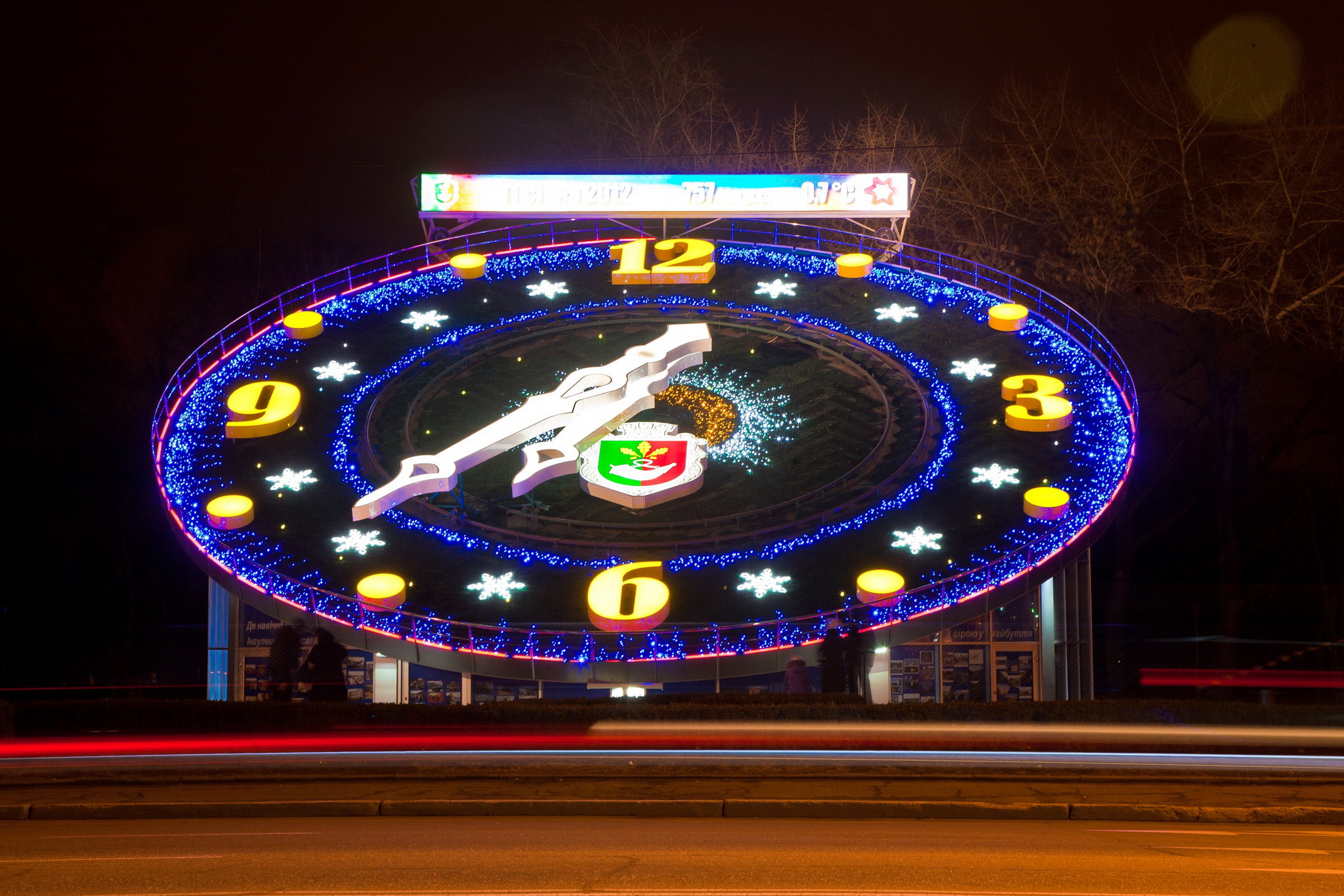
O maior relógio floral da Europa:  Kryvyy Rih, Ucrânia.
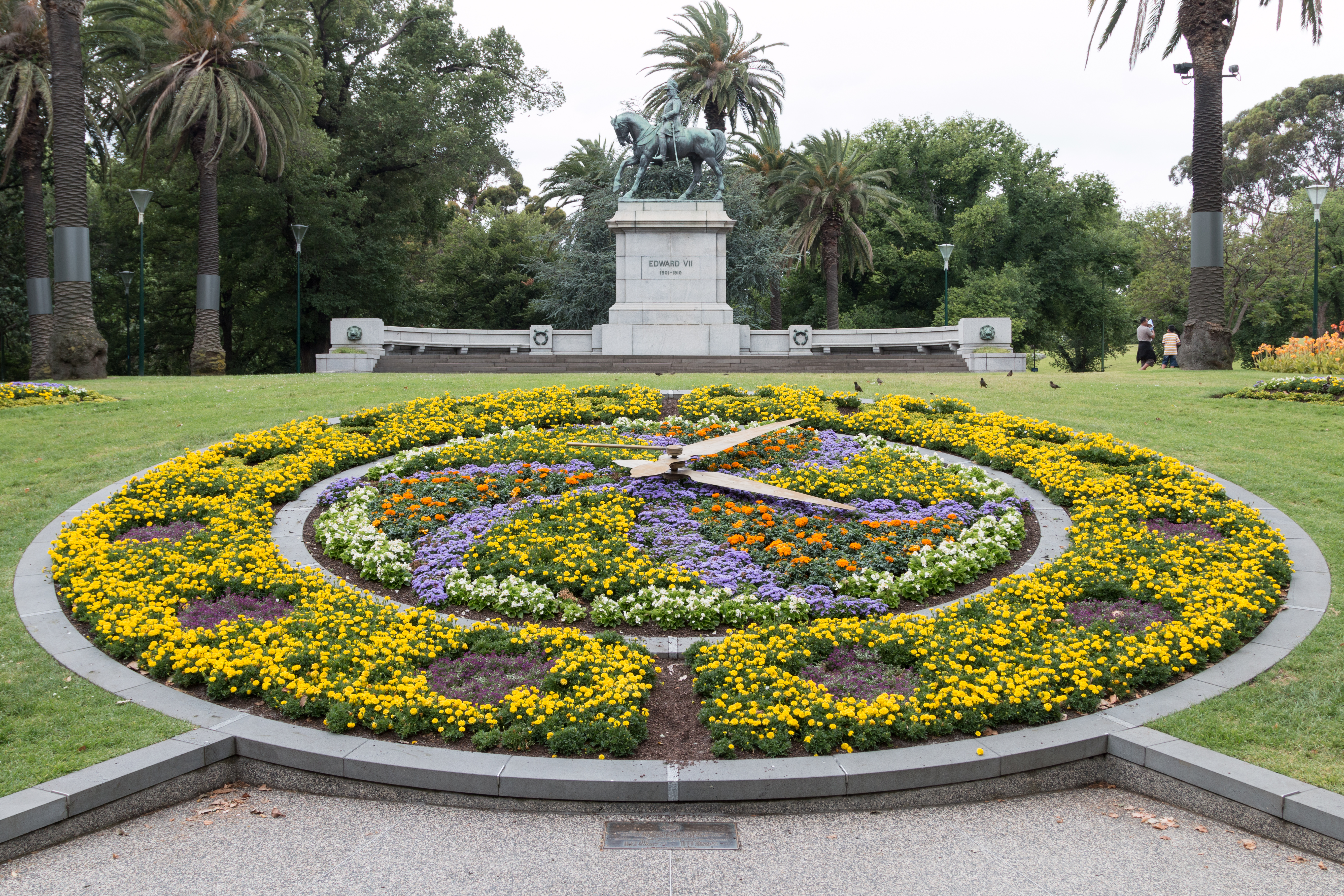
Melbourne, Austrália.
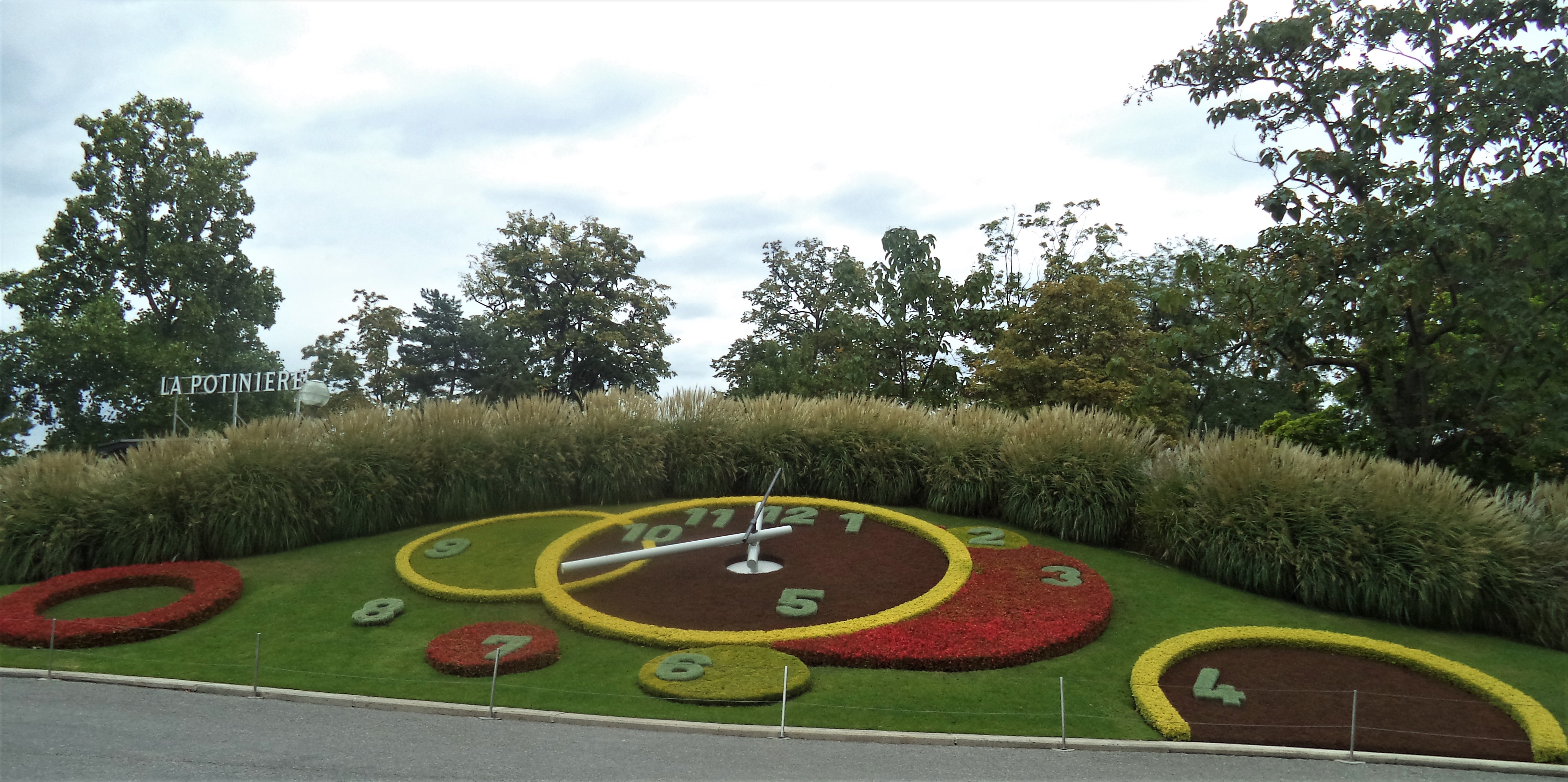
Genebra , Suíça
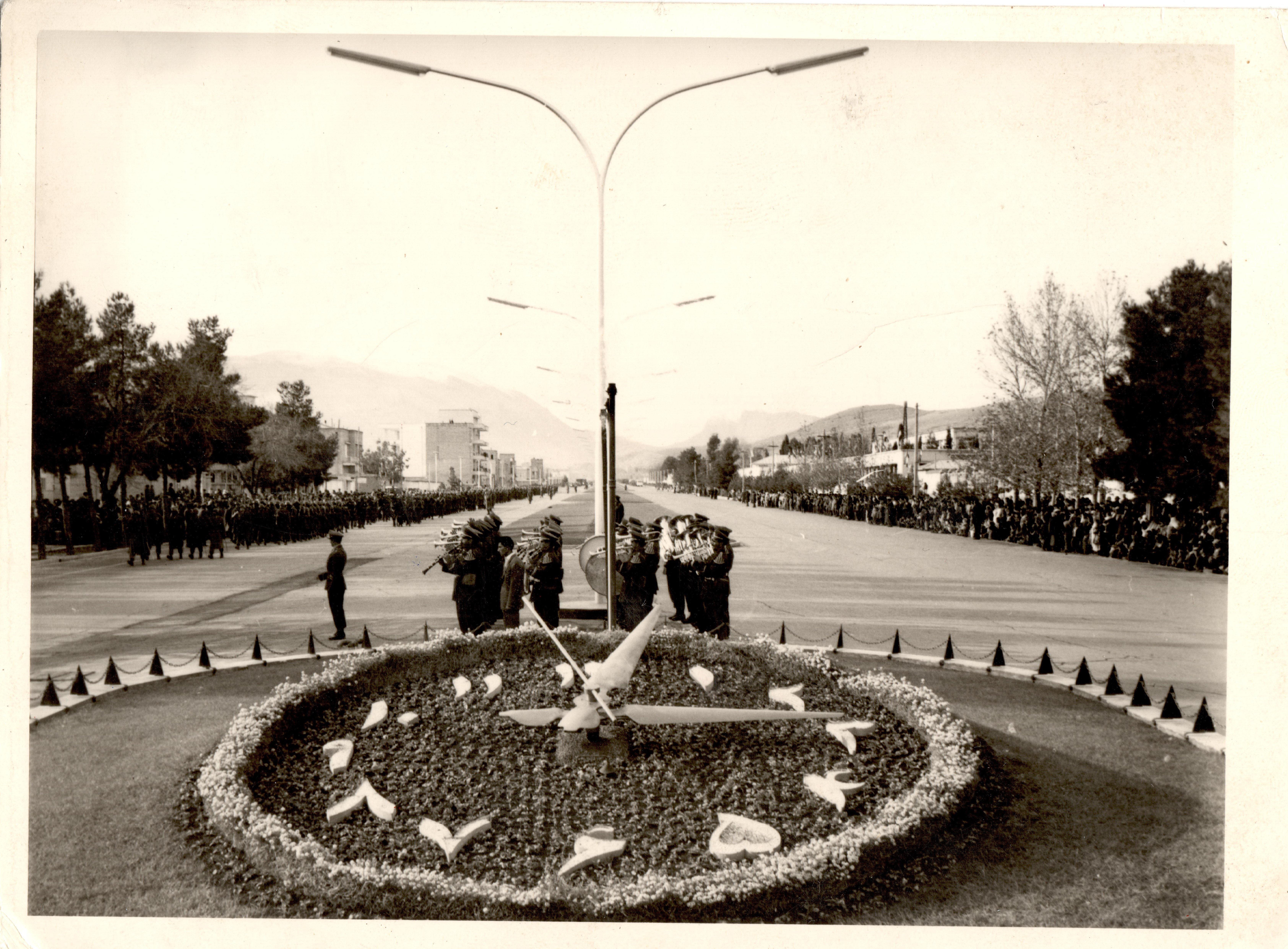
Xiraz, Irã - 1961
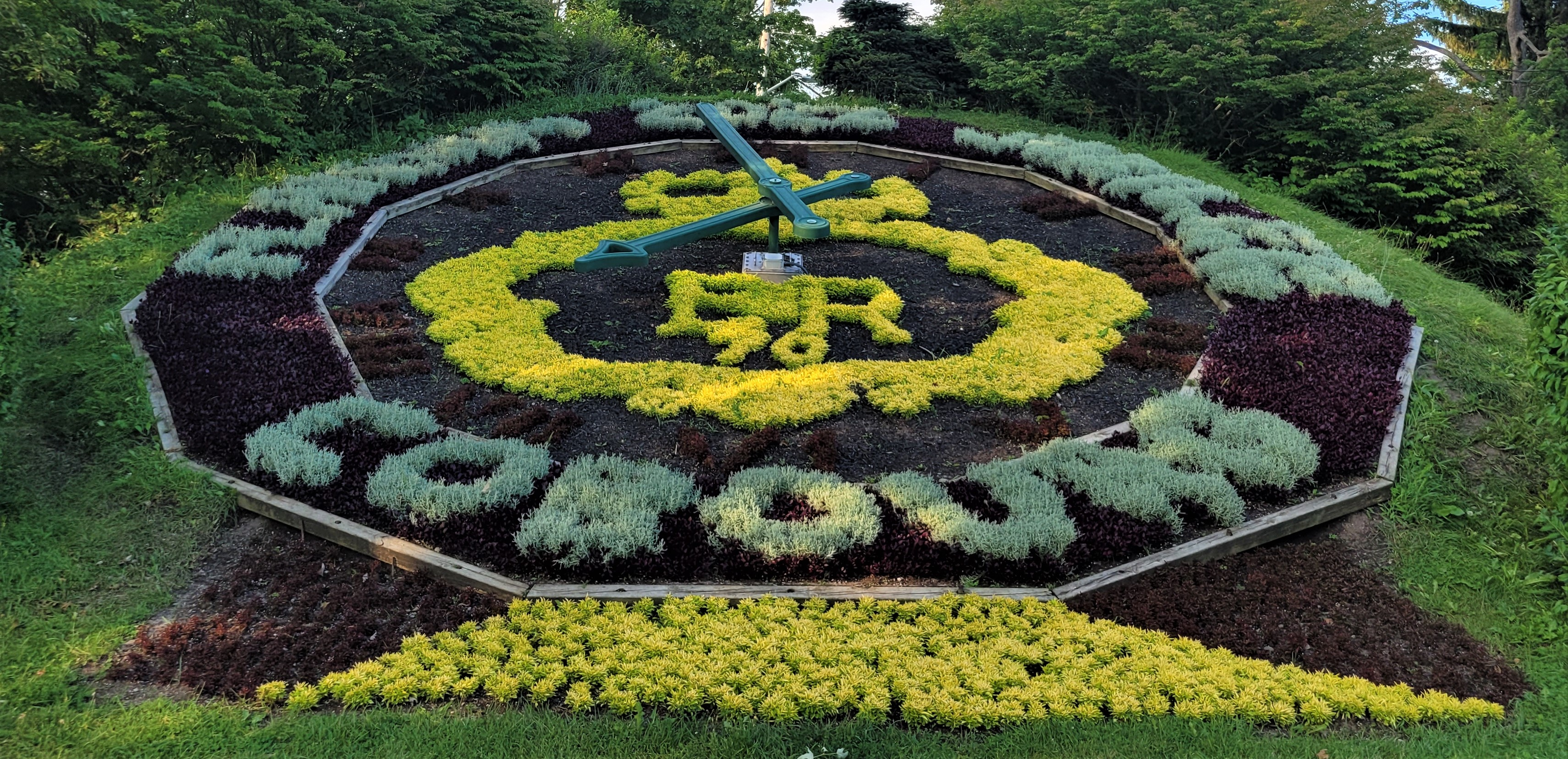
Cobourg, Canadá
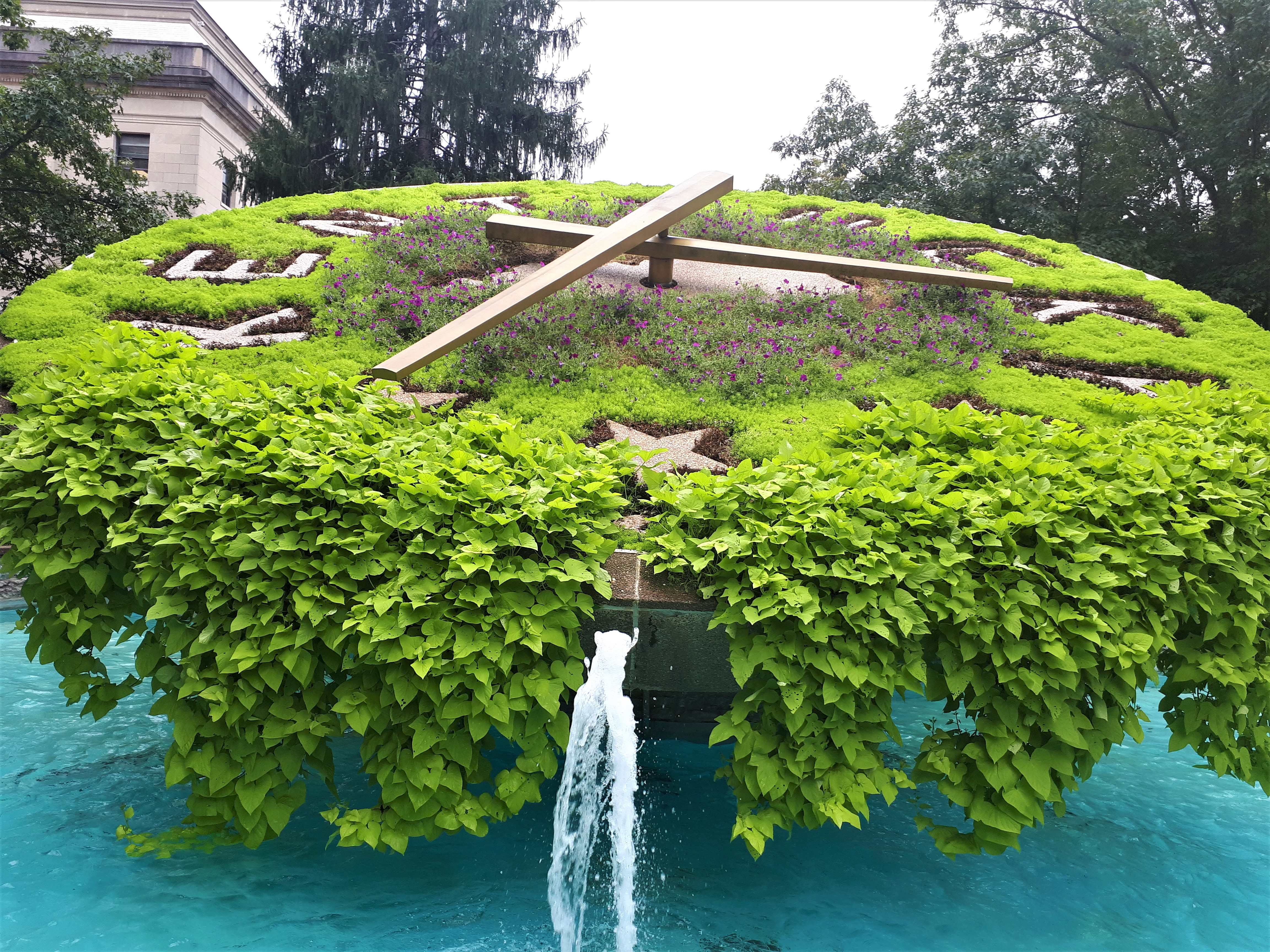
Frankfort (Kentucky), Estados Unidos
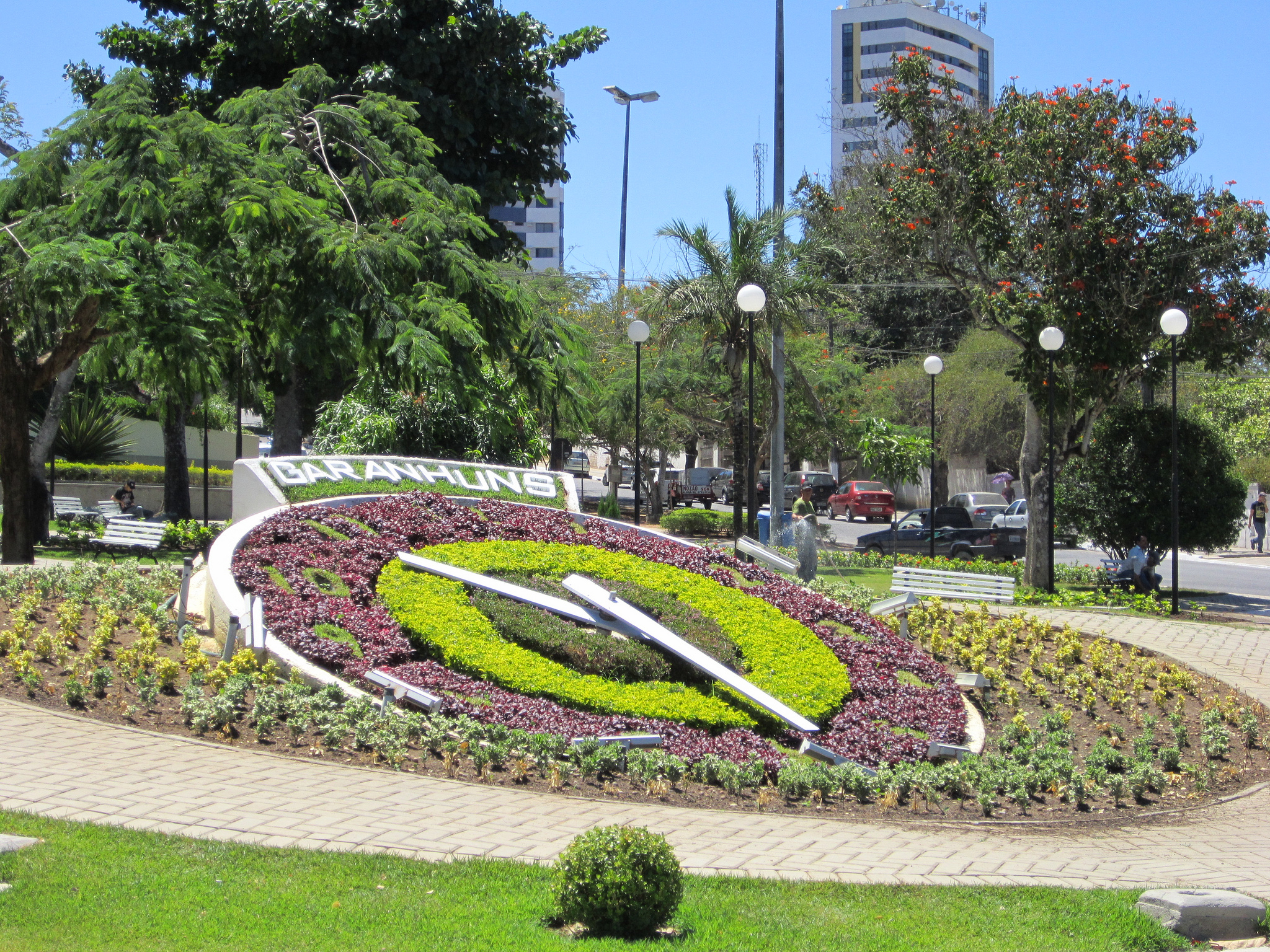
Garanhuns, Brasil